# ألبرت وارد (سياسي)
ألبرت وارد (بالإنجليزية: Ebenezer Ward)‏ هو صحفي ومالك صحيفة ‏ وموظف مدني ورئيس تحرير صحيفة وسياسي بريطاني وأسترالي (وحمل سابقاً جنسية المملكة المتحدة لبريطانيا العظمى وأيرلندا)، ولد في 4 سبتمبر 1837 في وستمنستر في المملكة المتحدة، وتوفي في 8 أكتوبر 1917 في برث في أستراليا.

## مناصب
- انتخب عضو مجلس النواب جنوب أستراليا من الجمعية عن دائرة Electoral district of Frome [الإنجليزية]‏ وقد انضم خلال فترته النيابية (23 أبريل 1884 – 10 أبريل 1890) للكتلة البرلمانية مستقل.
- انتخب عضو مجلس النواب جنوب أستراليا من الجمعية عن دائرة Electoral district of Burra [الإنجليزية]‏ وقد انضم خلال فترته النيابية (11 أبريل 1881 – 22 أبريل 1884) للكتلة البرلمانية مستقل.
- انتخب عضو مجلس جنوب أستراليا التشريعي عن دائرة Northern District (South Australian Legislative Council) [الإنجليزية]‏ وقد انضم خلال فترته النيابية (23 مايو 1891 – ) للكتلة البرلمانية مستقل.
- انتخب عضو مجلس النواب جنوب أستراليا من الجمعية عن دائرة Electoral district of Gumeracha [الإنجليزية]‏ وقد انضم خلال فترته النيابية ‏ (5 أبريل 1870 – 5 أبريل 1880) للكتلة البرلمانية مستقل.